# Frank Stallone
Frank Stallone (New York, 30 juli 1950) is een Amerikaans zanger en acteur.

## Levensloop en carrière
Frank Stallone werd geboren in 1950 als jongere broer van Sylvester Stallone. Hij begon als zanger. Hij imiteerde Frank Sinatra. Voor de film Staying Alive schreef Stallone het nummer Far From Over. Stallone is ook acteur. Zo speelde hij zijn eerste rol in Rocky, waarin zijn broer de hoofdrol speelt.

## Discografie
| Single met eventuele hitnotering(en) in de Nederlandse Top 40 | Datum van verschijnen | Datum van binnenkomst | Hoogste positie | Aantal weken | Opmerkingen |
| ------------------------------------------------------------- | --------------------- | --------------------- | --------------- | ------------ | ----------- |
| Far from Over                                                 | 1983                  | 24-12-1983            | 4               | 12           |             |

| Single met hitnotering(en) in de Vlaamse Ultratop 50 | Datum van verschijnen | Datum van binnenkomst | Hoogste positie | Aantal weken | Opmerkingen |
| ---------------------------------------------------- | --------------------- | --------------------- | --------------- | ------------ | ----------- |
| Far From Over                                        | 1983                  | 28-01-1984            | 3               | 7            |             |

## Beknopte filmografie
- Rocky (1976)
- Paradise Alley (1978)
- Rocky II (1979)
- Rocky III (1982)
- Staying Alive (1983)
- Barfly (1987)
- Miami Vice (1988)
- Heart of Midnight (1988)
- Hudson Hawk (1991)
- Tombstone (1993)
- Public Enemies (1996)
- Get Carter (2000)
- Rocky Balboa (2006)

- Bibsys: 10001300
- Biblioteca Nacional de España: XX1260314
- Bibliothèque nationale de France: cb139000035 (data)
- Gemeinsame Normdatei: 134528166
- International Standard Name Identifier: 0000 0000 5935 0890
- Library of Congress Control Number: n95020627
- MusicBrainz: 3c521c8f-0940-451c-85e3-f4310795dbcd
- Virtual International Authority File: 19867090
- WorldCat: E39PBJxCvDVq99dQmQ4GRgvyh3